# Chrysomphe
Chrysomphe là một chi bướm đêm thuộc họ Geometridae.